# Dendryphantes quaesitus
Dendryphantes quaesitus är en spindelart som beskrevs av Wesolowska, van Harten 1994. Dendryphantes quaesitus ingår i släktet Dendryphantes och familjen hoppspindlar. Inga underarter finns listade i Catalogue of Life.